# Enrique Rivero Vélez
Enrique Rivero Vélez (* Moquegua, 1915 - † Lima, 11 de julio de 2011) fue un abogado, periodista y político peruano. Miembro del Partido Aprista Peruano, seguidor y amigo íntimo[cita requerida] de Víctor Raúl Haya de la Torre. 

## Biografía
Enrique Rivero Vélez nació en Moquegua, el 23 de setiembre de 1915, fue hijo del notario de estado Don Mariano Orestes Rivero Manchego y de doña María Luisa Vélez y Fernández Dávila.  Fue el último de cuatro hermanos: Jesús, Antonio y José Rivero Vélez. Su infancia y adolescencia transcurrieron en su tierra natal, estudió la primaria y la secundaria en el Colegio Nacional La Libertad, hoy Simón Bolívar, saliendo de ella para estudiar derecho en la Universidad de San Agustín de Arequipa.
Durante su permanencia en Arequipa, mientras estudiaba en la universidad se desarrolló como profesor primario en una escuela del distrito arequipeño de Pocsi. 
Al ser recesada la Universidad de San Agustín de Arequipa por el gobierno del General Oscar R. Benavides, llegó a la ciudad de Lima para culminar sus estudios de derecho en la Universidad Nacional Mayor de San Marcos en el año 1941, iniciándose como periodista y cronista parlamentario. En 1946, se casó con doña María Hortensia Cuadros Bisetti y fue padre de 4 hijos: Enrique, Hortensia, Elena y Carla.
Fundador del Club Departamental Moquegua de Lima y artífice en la adquisición del nuevo local de la Av. Salaverry 1901. Fue director de “La Tribuna” el diario oficial del Partido Aprista Peruano, llegando a ser Presidente de la Federación de Periodistas del Perú entre los años 1962 y 1963. En 1963 fue elegido diputado del Partido Aprista Peruano por el departamento de Moquegua y en 1965 fue Presidente de la Cámara de Diputados del Perú. Tuvo una proficua labor congresal, entre las leyes más importantes figuran:
- Recursos para el Colegio de Abogados, cuyo proyecto fue presentado en 1965 y la ley se dio en 1992.
- Ley 15809 que dio propiedad a los moqueguanos que habían construido sus modestas casas en la urbanización que llamaron “El Siglo”.
- Proyecto y Ley 15628 que otorgó a la Corporación de Desarrollo Económico de Moquegua proceder a la venta de locomotoras, rieles y durmientes que le dieron una importante renta a dicha Corporación.
- Ley 16397 que otorgó terrenos a los trabajadores marítimos y portuarios de Ilo.

En 1980 fue elegido Senador de la República, don efectuó junto con el Dr. Pedro Yúgar la defensa de Cerro Verde. En 1985, fue nombrado Embajador del Perú en la República de Costa Rica, donde terminó su vida de servicio público en 1990.
Fue un catedrático de la Universidad Nacional Federico Villarreal, de la cual llegó a ser su Secretario General. Entre sus obras se encuentran: "La Batalla de Cerro Verde", libro que compartió con el exsenador Pedro Yúgar, "Moquegua" libro autobiográfico donde relató su obra parlamentaria,  "Haya de la Torre en Costa Rica" libro que relata la influencia de Haya de la Torre en el proceso político de ese país y dentro del libro de Ismael Pinto Vargas “Pequeña Antología de Moquegua”, escribió “Nieto” una biografía del Mariscal Don Domingo Nieto.
Falleció en la ciudad de Lima, el 11 de julio de 2011 a la edad de 95 años.